# دره التمور
دره التمور (به لاتین: Darreh-ye Altamur) یک منطقهٔ مسکونی در افغانستان است که در ولایت بامیان واقع شده‌است.